# Atrichopogon nilicola
Atrichopogon nilicola är en tvåvingeart som beskrevs av Jean-Jacques Kieffer 1921. Atrichopogon nilicola ingår i släktet Atrichopogon och familjen svidknott.
Artens utbredningsområde är Sudan. Inga underarter finns listade i Catalogue of Life.